# Deutzia coriacea
Deutzia coriacea là một loài thực vật có hoa trong họ Tú cầu. Loài này được Rehder mô tả khoa học đầu tiên năm 1911.